# Torreyochloinae
Sesleriinae es una subtribu de hierbas de la familia Poaceae. El género tipo es: Torreyochloa G. L. Church Tiene los siguientes géneros.

## Géneros
- Amphibromus Nees (
- Torreyochloa G. L. Church